# Mistrzostwa Świata we Wspinaczce Sportowej 2005
Mistrzostwa Świata we Wspinaczce Sportowej 2005 – 8. edycja mistrzostw świata we wspinaczce sportowej, która odbyła się w dniach 1–5 lipca 2005 w niemieckim mieście Monachium. Podczas zawodów wspinaczkowych zawodnicy i zawodniczki rywalizowali w 6 konkurencjach. Polka Edyta Ropek zdobyła brązowy medal we wspinaczce na czas.

## Konkurencje
Mężczyźni
- bouldering, prowadzenie i wspinaczka na czas

Kobiety
- bouldering, prowadzenie i wspinaczka na czas

## Uczestnicy
Zawodnicy i zawodniczki podczas zawodów wspinaczkowych w 2005 roku rywalizowali w 6 konkurencjach. Łącznie do mistrzostw świata zgłoszonych zostało 323 wspinaczy (każdy zawodnik ma prawo startować w każdej konkurencji o ile do niej został zgłoszony i zaakceptowany przez IFCS i organizatora zawodów). 
| Lp.   |           | ↓ Uczestnicy – konkurencje → |     | bouldering | prowadzenie | na czas |
| ----- | --------- | ---------------------------- | --- | ---------- | ----------- | ------- |
| 1.    | Mężczyźni | 112                          | 116 | 45         |             |         |
| 2.    | Kobiety   | 79                           | 68  | 23         |             |         |
| Razem | Razem     | Razem                        | 191 | 184        | 68          |         |

### Reprezentacja Polski
- Kobiety:
  - w boulderingu; Renata Piszczek zajęła 4. miejsce, Agata Modrzejewska była 50, a Edyta Ropek zajęła 58 miejsce,
  - w prowadzeniu; Kinga Ociepka zajęła 41. miejsce, a Agata Modrzejewska była sklasyfikowana na 44–45 m.,
  - we wspinaczce na czas; Edyta Ropek zajęła 3. miejsce.
- Mężczyźni:
  - w boulderingu; Tomasz Oleksy zajął 33. miejsce, Andrzej Mecherzyński-Wiktor był sklasyfikowany na 39–41 m., a Mateusz Haładaj był 43-44,
  - w prowadzeniu; Marcin Wszołek zajął 26. miejsce,
  - we wspinaczce na czas; Tomasz Oleksy (zajął 4. miejsce), Andrzej Mecherzyński-Wiktor był 16, a Łukasz Świrk 25.

## Medaliści
| Konkurencja  | Złoto                          | Srebro                               | Brąz                              |
| ------------ | ------------------------------ | ------------------------------------ | --------------------------------- |
| Mężczyźni    |                                |                                      |                                   |
| bouldering   | Rosja · Saławat Rachmietow     | Austria · Kilian Fischhuber          | Francja · Gérôme Pouvreau         |
| prowadzenie  | Czechy · Tomáš Mrázek          | Hiszpania · Patxi Usobiaga           | Francja · Alexandre Chabot        |
| wsp. na czas | Rosja · Jewgienij Wajcechowski | Ukraina · Maksym Stienkowy           | Rosja · Siergiej Sinicyn          |
| Kobiety      |                                |                                      |                                   |
| bouldering   | Ukraina · Olha Szałahina       | Rosja · Julija Abramczuk             | Czechy · Věra Kotasová-Kostruhová |
| prowadzenie  | Austria · Angela Eiter         | Stany Zjednoczone · Emily Harrington | Japonia · Akiyo Noguchi           |
| wsp. na czas | Ukraina · Ołena Riepko         | Rosja · Walentyna Jurina             | Polska · Edyta Ropek              |

## Klasyfikacja medalowa
* Organizator zawodów został zaznaczony tym kolorem,  Polskę  oznaczono tekstem pogrubionym.
|                   |                   |                   |                   |   |   |   |    |   |   |   |   |   |   |
| 1                 | Rosja             | 2                 | 2                 | 1 | 5 | 2 | 0  | 1 | 0 | 2 | 0 |   |   |
| 2                 | Ukraina           | 2                 | 1                 | 0 | 3 | 0 | 1  | 0 | 2 | 0 | 0 |   |   |
| 3                 | Austria           | 1                 | 1                 | 0 | 2 | 0 | 1  | 0 | 1 | 0 | 0 |   |   |
| 4                 | Czechy            | 1                 | 0                 | 1 | 2 | 1 | 0  | 0 | 0 | 0 | 1 |   |   |
| 5                 | Hiszpania         | 0                 | 1                 | 0 | 1 | 0 | 1  | 0 | 0 | 0 | 0 |   |   |
| 5                 | Stany Zjednoczone | 0                 | 1                 | 0 | 1 | 0 | 0  | 0 | 0 | 1 | 0 |   |   |
| 7                 | Francja           | 0                 | 0                 | 2 | 2 | 0 | 0  | 2 | 0 | 0 | 0 |   |   |
| 8                 | Japonia           | 0                 | 0                 | 1 | 1 | 0 | 0  | 0 | 0 | 0 | 1 |   |   |
| 8                 | Polska            | 0                 | 0                 | 1 | 1 | 0 | 0  | 0 | 0 | 0 | 1 |   |   |
| Ogółem (9 państw) | Ogółem (9 państw) | Ogółem (9 państw) | Ogółem (9 państw) | 6 | 6 | 6 | 18 | 3 | 3 | 3 | 3 | 3 | 3 |